# Schipholbrug
De Schipholbrug is een basculebrug over de Ringvaart van de Haarlemmermeerpolder in de A9, tussen de buurtschap Nieuwe Meer en Schiphol-Oost.

## Renovatie
Als onderdeel van het Project Schiphol-Amsterdam-Almere wordt de Schipholbrug verbreed en het beweegbare deel vervangen.

## Overige
De Schipholbrug maakt deel uit van de Staande Mastroute en gaat open als een konvooi langskomt.